# Togo (película)
Togo es una película dramática estadounidense de 2019 estrenada en Disney+. La cinta se centra en dos figuras clave en la carrera del suero a Nome de 1925, también conocida como "Gran carrera de la misericordia", en la que equipos de trineos tirados por perros sirvieron para transportar suero de antitoxina diftérica a través de condiciones difíciles por más de mil kilómetros (casi 700 millas) para salvar a los niños del poblado de Nome, en Alaska, de una epidemia de difteria.
La película fue dirigida por Ericson Core, producida por Kim Zubick, escrita por Tom Flynn y protagonizada por Willem Dafoe, Julianne Nicholson, Christopher Heyerdahl, Michael Gaston , Michael McElhatton, Jamie McShane, Michael Greyeyes, Thorbjørn Harr, Shaun Benson y Nikolai Nikolaeff. Fue estrenada el 20 de diciembre de 2019 en Disney+.

## Argumento
La película alterna entre el musher Leonhard Seppala criando a su perro Togo y el suero de 1925 dirigido a Nome.
En 1913, Seppala y su esposa Constance dan la bienvenida a un recién nacido Husky siberiano a su manada de perros de trineo en Nome, Alaska. Mientras que Seppala insiste en retirarlo de inmediato debido a su pequeño y débil estado, Constance apoya firmemente al cachorro. El perro joven resulta ser casi inmanejable y se niega a quedarse en casa cuando los otros perros están trabajando. Constantemente se escapa cuando lo dejan en la perrera y busca al equipo de perros de Seppala, lo que causa una gran interrupción en la rutina de entrenamiento de Seppala. Después de intentar deshacerse del Husky dos veces, el perro joven se escapa chocando contra un cristal de la ventana y nuevamente regresa para encontrar a los otros perros entrenando. Seppala se rinde y le permite correr con los demás donde, para su asombro, descubre que es lo suficientemente enérgico como para dejar atrás a los otros perros, y un líder natural del equipo de perros. Se da cuenta de que el cachorro tiene el potencial de ser un futuro campeón.Decide llamarlo Togo, tras otro desvalido , el almirante japonés Tōgō Heihachirō . Entrena completamente a Togo hasta el punto en que gana con éxito el Sorteo de All Alaska, lo que le da a Togo y a él mismo algo de fama local.
En 1925, se produce un brote de difteria en Nome; afecta principalmente a los niños. El alcalde George Maynard planea que el suero sea trasladado desde Nenana, pero esto resulta imposible debido a la severidad del clima. Una reunión de funcionarios de la ciudad escucha que la entrega aérea es imposible debido al clima y concluye que solo Seppala tiene la habilidad para conducir el viaje de 600 millas en ese clima para recolectar la vacuna. Finalmente, Seppala está convencida de recolectar el suero y volver corriendo, y decide llevarse Togo a pesar de la edad del perro (Togo tiene 12 años, que es viejo para un perro). Constance se preocupa y dice que el viaje matará al perro, pero Seppala insiste en ir y le dice que sin Togo liderando el equipo, es poco probable que él mismo sobreviva. Seppala y su equipo atraviesan un clima tormentoso y se toman un descanso en un puesto de avanzada donde un médico local llamado Atiqtalik le dice que Togo está cansado. Seppala continúa por millas; tomando un atajo peligroso a través del derretimiento de Norton Sound para salvar el trineo de un día. Mientras tanto, después de su partida, se organiza un esfuerzo de relevo para traer la vacuna de regreso, con diferentes equipos corriendo tramos de 50 kilómetros cada uno.
Seppala finalmente se encuentra con un compañero musher, Henry Ivanov, que estaba trayendo el suero a Nome como parte del relevo y, por lo tanto, puede regresar a Nome al día siguiente. Seppala y su equipo vuelven a cruzar el estrecho de nuevo, un intento de alto riesgo de ahorrar tiempo y tensión a los perros tomando un atajo peligroso a través del hielo que se rompe. El equipo queda varado en un trozo de hielo roto cerca de la orilla, y se ve obligado a arrojar a Togo a la orilla, donde el perro tira de todo el témpano de hielo para ponerlo a salvo. El esfuerzo y la consiguiente carrera a través de la tormenta agota a Togo. Al llegar al puesto de avanzada de Atiqtalik nuevamente, ella le dice que Togo se está muriendo. Sin embargo, Seppala lleva a su equipo de regreso al puesto de avanzada de Joe Dexter mientras él, Togo y su equipo se recuperan. El suero se pasa a su compañero musher Gunnar Kaasenque regresa a Nome. Un reportero, confundiéndolo por ser el único musher, anuncia a su perro Balto como el héroe que salvó a Nome, decepcionando a Constance.
Seppala regresa a Nome más tarde, donde todo el pueblo llega a su casa para celebrar el éxito de Togo. Seppala luego se enoja cuando una niña curada llamada Sally le pregunta si Togo se está muriendo. Seppala tiene la intención de continuar entrenando a sus perros sin Togo (quien se lesionó una pata durante la carrera), pero a pesar de la edad y la lesión, Togo se niega a quedarse confinado en casa y persigue a Seppala, quien lo recibe con los brazos abiertos. Durante los siguientes dos años, Togo cría cachorros que demuestran ser famosos por derecho propio. Togo finalmente fallece en 1929 y Seppala continúa entrenando perros. Una tarjeta de título al final revela que mientras Balto había recibido una estatua en su honor en Nueva York, Togo es recordado en Alaska por hacer la carrera más larga y por ser el verdadero héroe de Nome, y su descendencia llegó a ser apreciada por los mushers de todo el mundo por sus capacidades de trineo.

## Reparto
- Willem Dafoe como Leonhard Seppala.
- Julianne Nicholson como Constance Seppala.
- Christopher Heyerdahl como el alcalde George Maynard.
- Richard Dormer como el Dr. Curtis Welch
- Adrien Dorval como Bill Clark.
- Madeline Wickins como Sally Burdett.
- Michael Greyeyes como Amituk.
- Nive Nielsen como Atiqtalik.
- Nikolai Nikolaeff como Dan Murphy.
- Thorbjørn Harr como Charlie Olsen.
- Catherine McGregor como Sarah Foley.
- Michael McElhatton como Jafet Lindeberg.
- Paul Piaskowski como Max Adams.
- Michael Gaston como Joe Dexter.
- Shaun Benson como Gunnar Kaasen.
- Jamie McShane como Scotty Allan.

## Producción
El 28 de octubre de 2015 se anunció que Walt Disney Pictures estaba desarrollando una película sobre la carrera del suero a Nome de 1925, centrada en el perro de trineo Togo y su dueño Leonhard Seppala. Se informó que el guion iba a ser escrito por Tom Flynn y que la producción sería supervisada por Jessica Virtue y Louie Provost para Disney.
El 16 de mayo de 2018 se dio a conocer que Ericson Core dirigiría la película, que Kim Zubick actuaría como productor y que la cinta se estrenaría en Disney+. Además, se anunció que Willem Dafoe protagonizaría la película como Leonhard Seppala, el propietario de Togo. El 10 de diciembre de 2018 se informó que Thorbjørn Harr se había unido al elenco de la película.

### Rodaje
La rodaje de la película comenzó el 21 de septiembre de 2018 y terminó en febrero de 2019 en Calgary, Canadá.
La mayoría de los perros presentados en esta película son de la perrera de The Snowy Owl Sled Dog Tours Inc. ubicada en Canmore. Hugo y Mackey de Snowy Owl fueron utilizados a lo largo de la película como dobles para la cara de Togo.

## Estreno
El avance de la película fue lanzado el 4 de diciembre de 2019. Togo se estrenó en la plataforma de streaming Disney+ el 20 de diciembre de 2019.

## Recepción

### Crítica
En el sitio web especializado Rotten Tomatoes, la película tiene un nivel de aprobación del 94% y una calificación promedio de 7.4/10, basada en 17 reseñas. En el sitio web Metacritic la película tiene una puntuación promedio de 69 sobre 100, basada en 7 críticas, lo que indica "críticas generalmente favorables".

## Premios y nominaciones
| Premio                             | Fecha de la ceremonia | Categoría                                  | Nominado(s) | Resultado | Ref.   |
| ---------------------------------- | --------------------- | ------------------------------------------ | ----------- | --------- | ------ |
| Premio del Sindicato de Guionistas | 1 de febrero de 2020  | Televisión: Formato Largo - Guion Original | Tom Flynn   | Nominado  | [ 11 ] |